# Ali Uri
Ali Uri (em francês: Aly Oury ou Ali Ouri) é uma vila do Senegal, na região de Matam.